# USA–223
Az USA 223 (NRO Launch 32, NROL-32) egy amerikai felderítő műhold.

## Feladata, célja
A feladata nem pontosan ismert. A műhold által gyűjtött adatokat a hadsereg és a nemzetbiztonságért felelős kormányhivatalok hasznosítják.

## Kilövés dátuma
2010. november 21. indították útnak Cape Canaveralról.